# Rodolfo Palomino
Rodolfo Palomino López (Bolívar, Santander; 4 de noviembre de 1957) es un exoficial,  destituido, que llegó al grado de general y que, desde 2013 hasta febrero de 2016, fue el director general de la Policía Nacional de Colombia. En febrero de 2016, pidió la baja del servicio activo y renunció como director de la Policía, luego que el entonces procurador general de la Nación, Alejandro Ordóñez, le abriera una investigación disciplinaria por incremento injustificado de su patrimonio y también por casos de prostitución masculina dentro de de la Policía Nacional, utilizando alumnos de la Escuela de Cadetes de Policía General Santander para brindar servicios sexuales a oficiales de policía, congresistas y miembros de alto cargo en el gobierno
En agosto de 2025, fue hallado culpable por el delito de tráfico de influencias, por haber intervenido ilegalmente para obstruir la orden de captura contra un empresario vinculado al paramilitarismo mientras se desempeñaba como director de la policía nacional.

## Biografía
Rodolfo Palomino nació en 1957. Ingresó en 1978 a la Escuela de Cadetes de Policía General Santander. Se graduó como subteniente en el curso Luis López Mesa, para luego ingresar a la Escuela de Carabineros. 
Fue comandante de las estaciones de los departamentos de Bolívar, Caldas y Sucre. Por su vocación de docente fue nombrado como director de la escuela de la provincia de Vélez y comandante de la Policía de Tránsito de la Metropolitana de Bogotá. También fue director de Carreteras de la institución, donde jugó un papel importante en el control de la movilización terrestre. El General adicional a su carrera como policía, ostenta título profesional en Derecho, del cual se graduó en la Universidad La Gran Colombia de Bogotá siendo en ese entonces Capitán de la Policía.[cita requerida]
En 2014, el periódico Las2orillas revela las relaciones entre Rodolfo Palomino y el jefe de un grupo neonazi de Bogotá recientemente asesinado. Esta supuesta amistad es, no obstante, sin relación con el homicidio.
Para febrero de 2016, Palomino renunció luego de polémicos sucesos ocurridos en la policía por casos de prostitución masculina dentro de la organización.
El 14 de enero de 2021, la Procuraduría General inhabilitó a Palomino por 13 años.
Fue condenado en agosto de 2025 por el delito de tráfico de influencias. Los hechos que comprometen al general retirado se remontan a febrero de 2014, cuando, estando en ejercicio del más alto cargo de la Policía, presionó a una fiscal para evitar la captura de un empresario señalado de tener vínculos con las Autodefensas Unidas de Colombia (AUC).